# Estación Villa Soldati
Villa Soldati es una estación ferroviaria del barrio porteño homónimo, Buenos Aires, Argentina.

## Servicios
La estación corresponde al Ferrocarril General Belgrano de la red ferroviaria argentina, y presta servicio a los ramales de la línea Belgrano Sur que conecta la Sáenz con la estación González Catán.

### Diagrama
| Plataforma lateral |                                                                                           |
| Andén 2            | Trenes comunes a Sáenz (próxima Sáenz) →                                                  |
| Andén 1            | ← Trenes a González Catán/Marinos del Crucero General Belgrano (próxima Presidente Illia) |
| Plataforma lateral |                                                                                           |